# Varsovie (pièce de théâtre)
 (décembre 2020).
Si vous disposez d'ouvrages ou d'articles de référence ou si vous connaissez des sites web de qualité traitant du thème abordé ici, merci de compléter l'article en donnant les références utiles à sa vérifiabilité et en les liant à la section « Notes et références ».
Pour les articles homonymes, voir Varsovie et Varsovie (homonymie).
Varsovie est une pièce de théâtre sur l'insurrection du ghetto de Varsovie écrite par Wladimir Rabinovitch, publiée en 1955 avec une préface d'André Spire et 3 dessins de Gabriel Zendel.

## Représentations
La pièce est jouée pour la première fois[Quand ?] à Tunis par la troupe du Théâtre juif d'expression française dirigée par Gilbert Chikly (1924-2007), avant d'être reprise à Paris en 1963 au théâtre Édouard-VII.
L'Affaire Wittemberg, du même auteur, a également été jouée[Quand ?] par le TJEF, d'abord à Tunis puis en France.